# Bradypterus castaneus
Bradypterus castaneus là một loài chim trong họ Locustellidae.